# بانوی قدرت
بانوی قدرت: زندگانی هیلاری رادام کلینتون زندگینامهٔ سناتور و بانوی اول پیشین ایالات متحده آمریکا، هیلاری رادام کلینتون است که کارل برنشتاین نوشته و در ۵ ژوئن ۲۰۰۷ توسط انتشارات آلفرد ای. کناف منتشر شد.

## دربارهٔ نویسنده
مؤلف کتاب، کارل برنشتاین، روزنامه‌نگار شهیر آمریکایی است. نام برنشتاین در عرصهٔ ژورنالیسم ایالات متحده با نام «واترگیت» پیوند خورده و در طی چهار دهه اخیر، به عنوان روزنامه‌نگاری جریان‌ساز و بلکه تاریخ‌ساز در قله روزنامه‌نگاری آمریکا جای گرفته‌است.
تحقیقات وی به همراه پیگیری‌های اف.بی. آی منجر به استعفای ریچارد نیسکون از ریاست جمهوری ایالات متحده گردید و بدین‌سان، نام برنشتاین نیز برای همیشه در تاریخ آن کشور ماندگار شد.

## پیش‌زمینهٔ کتاب
نوشتار و پژوهش‌های این کتاب هشت سال (یعنی از حوالی سال ۱۹۹۹ تا ۲۰۰۷) به‌طول انجامیده و در این مدت آقای برنشتاین با بیش از ۲۰۰ نفر از دوستان، همکاران و مخالفان و دشمنان خانواده کلینتون مصاحبه انجام داده‌است. از این رو، این کتاب به هیچ عنوان یک اثر سفارشی تلقی نمی‌شود.
در بین زندگی‌نامه‌هایی که از خانم کلینتون نگاشته شده‌است، کتاب برنشتاین جایگاهی محوری و اساسی‌تر دارد. چرا که بسیاری از زندگینامه‌های موجود، به روایت شخص خانم کلینتون بوده و طبیعی است که از یک زندگی‌نامه خودنوشت انتظار نقد و بررسی، خودافشاگری، صراحت لهجه، رویکرد بی‌طرفانه و انتقادی نمی‌رود.
اما در این میان، کتاب آقای برنشتاین به عنوان نگارش ناظری ثالث، بی‌طرف، فردی سیاسی و خبرنگاری به‌شدت مهم و شاهدی کامل از رشد خانواده کلینتون، بسیار مهم می‌نماید.

## ترجمه کتاب به فارسی
این کتاب در سال ۱۳۹۶ با عنوان «بانوی قدرت» توسط محسن مصحفی به زبان فارسی برگردان و ترجمه گردیده‌است.